# Tinea argodelta
Tinea argodelta is een vlinder uit de familie van de echte motten (Tineidae). De wetenschappelijke naam van de soort werd in 1915 gepubliceerd door Edward Meyrick.